# Сусень (Горж)
Сусень, Сусені (рум. Suseni) — село у повіті Горж в Румунії. Входить до складу комуни Рунку.
Село розташоване на відстані 241 км на захід від Бухареста, 12 км на північний захід від Тиргу-Жіу, 102 км на північний захід від Крайови.

## Населення
За даними перепису населення 2002 року у селі проживали 407 осіб, усі — румуни. Усі жителі села рідною мовою назвали румунську.